# Wheaton (Illinois)
Wheaton é uma cidade localizada no estado americano de Illinois, no Condado de DuPage.

## Demografia
Segundo o censo americano de 2000, a sua população era de 55.416 habitantes.
Em 2006, foi estimada uma população de 54.611, um decréscimo de 805 (-1.5%).

## Geografia
De acordo com o United States Census Bureau tem uma área de
29,2 km², dos quais 29,1 km² cobertos por terra e 0,1 km² cobertos por água. Wheaton localiza-se a aproximadamente 231 m acima do nível do mar.

## Localidades na vizinhança
O diagrama seguinte representa as localidades num raio de 8 km ao redor de Wheaton.